# Playoffs ACB 2016-17
Los Playoffs ACB 2016-17 se disputaron desde el 20 de mayo de 2017 hasta el 16 de junio de 2017. Un total de 8 equipos compitieron en los Playoffs siendo el ganador de la Liga ACB 2016-17 el Valencia Basket, que obtuvo su primera liga tras vencer por 3-1 al Real Madrid en la final.

## Formato
En función de la clasificación de la liga regular se establecen diversos enfrentamientos. En los cuartos de final, será vencedor el mejor de 3 partidos, pero en semifinales y la final, el vencedor de cada enfrentamiento será el ganador del mejor de 5 partidos. El mejor clasificado en la liga regular jugará los primeros partidos en casa, y si fuera necesario, los últimos de la serie.

## Equipos clasificados
Los equipos que al final de la liga regular ocupen una posición entre el 1.º y el 8.º puesto, tienen derecho a participar en los Playoffs por el título.
| - Real Madrid (1.º) - Laboral Kutxa Baskonia (2.º) - Valencia Basket (3.º) - Unicaja Málaga (4.º) - Iberostar Tenerife (5.º) - FC Barcelona Lassa (6.º) - Herbalife Gran Canaria (7.º) - Morabanc Andorra (8.º) |

## Cuadro resumen
|  | Cuartos de final | Cuartos de final       | Cuartos de final | Cuartos de final | Cuartos de final |    |    | Semifinales            | Semifinales | Semifinales | Semifinales | Semifinales | Semifinales |  |   | Finales     | Finales | Finales | Finales | Finales | Finales |  |
|  |                  |                        |                  |                  |                  |    |    |                        |             |             |             |             |             |  |   |             |         |         |         |         |         |  |
|  |                  |                        |                  |                  |                  |    |    |                        |             |             |             |             |             |  |   |             |         |         |         |         |         |  |
|  | 1                | Real Madrid            | 107              | 77               | 95               |    |    |                        |             |             |             |             |             |  |   |             |         |         |         |         |         |  |
|  | 1                | Real Madrid            | 107              | 77               | 95               |    |    |                        |             |             |             |             |             |  |   |             |         |         |         |         |         |  |
|  | 8                | Morabanc Andorra       | 76               | 89               | 84               |    |    |                        |             |             |             |             |             |  |   |             |         |         |         |         |         |  |
|  | 8                | Morabanc Andorra       | 76               | 89               | 84               |    | 1  | Real Madrid            | 71          | 101         | 76          | -           |             |  |   |             |         |         |         |         |         |  |
|  |                  |                        |                  |                  |                  |    | 1  | Real Madrid            | 71          | 101         | 76          | -           |             |  |   |             |         |         |         |         |         |  |
|  |                  |                        | 4                | Unicaja Málaga   | 68               | 72 | 73 | -                      |             |             |             |             |             |  |   |             |         |         |         |         |         |  |
|  | 4                | Unicaja Málaga         | 4                | Unicaja Málaga   | 68               | 72 | 73 | -                      | 79          | 67          | 71          |             |             |  |   |             |         |         |         |         |         |  |
|  | 4                | Unicaja Málaga         |                  |                  |                  |    |    |                        |             |             | 71          |             |             |  |   |             |         |         |         |         |         |  |
|  | 5                | Iberostar Tenerife     | 65               | 73               | 61               |    |    |                        |             |             |             |             |             |  |   |             |         |         |         |         |         |  |
|  | 5                | Iberostar Tenerife     | 65               | 73               | 61               |    |    |                        |             |             |             |             |             |  | 1 | Real Madrid | 87      | 79      | 64      | 76      |         |  |
|  |                  |                        |                  |                  |                  |    |    |                        |             |             |             |             |             |  | 1 | Real Madrid | 87      | 79      | 64      | 76      |         |  |
|  |                  |                        | 3                | Valencia Basket  | 81               | 86 | 81 | 87                     |             |             |             |             |             |  |   |             |         |         |         |         |         |  |
|  | 2                | Laboral Kutxa Baskonia | 3                | Valencia Basket  | 81               | 86 | 81 | 87                     | 71          | 79          | 73          |             |             |  |   |             |         |         |         |         |         |  |
|  | 2                | Laboral Kutxa Baskonia |                  |                  |                  |    |    |                        |             |             | 73          |             |             |  |   |             |         |         |         |         |         |  |
|  | 7                | Herbalife Gran Canaria | 59               | 94               | 71               |    |    |                        |             |             |             |             |             |  |   |             |         |         |         |         |         |  |
|  | 7                | Herbalife Gran Canaria | 59               | 94               | 71               |    | 2  | Laboral Kutxa Baskonia | 82          | 90          | 69          | 77          |             |  |   |             |         |         |         |         |         |  |
|  |                  |                        |                  |                  |                  |    | 2  | Laboral Kutxa Baskonia | 82          | 90          | 69          | 77          |             |  |   |             |         |         |         |         |         |  |
|  |                  |                        | 3                | Valencia Basket  | 83               | 70 | 75 | 85                     |             |             |             |             |             |  |   |             |         |         |         |         |         |  |
|  | 3                | Valencia Basket        | 3                | Valencia Basket  | 83               | 70 | 75 | 85                     | 83          | 79          | 67          |             |             |  |   |             |         |         |         |         |         |  |
|  | 3                | Valencia Basket        |                  |                  |                  |    |    |                        |             |             | 67          |             |             |  |   |             |         |         |         |         |         |  |
|  | 6                | FC Barcelona           | 61               | 91               | 64               |    |    |                        |             |             |             |             |             |  |   |             |         |         |         |         |         |  |
|  | 6                | FC Barcelona           | 61               | 91               | 64               |    |    |                        |             |             |             |             |             |  |   |             |         |         |         |         |         |  |
|  |                  |                        |                  |                  |                  |    |    |                        |             |             |             |             |             |  |   |             |         |         |         |         |         |  |

## Cuartos de final

### Real Madrid-Morabanc Andorra
| 24 de mayo de 2017 20:30 (CET) Partido 1 | Real Madrid                                                                              | 107–76                     | Morabanc Andorra                                                                              | Madrid |  |  |
|                                          | Parciales: 25-19, 27-19, 29-18, 26-20                                                    |                            |                                                                                               | |  |  |
|                                          | Estadísticas Jaycee Carroll 16 Anthony Randolph 7 Sergio Llull 15 Felipe Reyes 20 (val.) | Reporte Pts Reb Asts Otros | Estadísticas 21 Giorgi Shermadini 7 Oliver Stević 5 Andrew Albicy 25 (val.) Giorgi Shermadini | Pabellón: WiZink Center Asistencia: 8.076 espectadores Árbitros: Miguel Ángel Pérez Pérez Òscar Perea Rubén Sánchez Mohedas Televisión: #0 (dial 7) |  |  |
| Real Madrid gana las series 1-0          |                                                                                          |                            |                                                                                               | |  |  |
|                                          |                                                                                          |                            |                                                                                               | |  |  |

| 26 de mayo de 2017 20:30 (CET) Partido 2 | Morabanc Andorra                                                                                   | 89–77                      | Real Madrid | Andorra |  |  |
|                                          | Parciales: 16-16, 19-23, 34-20, 20-18                                                              |                            | | |  |  |
|                                          | Estadísticas Giorgi Shermadini 19 Giorgi Shermadini 11 Andrew Albicy 8 Giorgi Shermadini 25 (val.) | Reporte Pts Reb Asts Otros | Estadísticas 15 Jaycee Carroll, Andrés Nocioni 12 Gustavo Ayón 4 Sergio Llull 16 (val.) Gustavo Ayón, Andrés Nocioni | Pabellón: Poliesportiu d'Andorra Asistencia: 4.470 espectadores Árbitros: Benjamín Jiménez Trujillo José Ramón García Ortiz Jacobo Rial Televisión: #0 (dial 7) |  |  |
| Morabanc Andorra empata las series 1-1   | |                            | | |  |  |
|                                          | |                            | | |  |  |

| 28 de mayo de 2017 19:15 (CET) Partido 3 | Real Madrid                                                                         | 95–84                      | Morabanc Andorra                                                                                                | Madrid |  |  |
|                                          | Parciales: 27-18, 19-21, 23-27, 26-18                                               |                            | | |  |  |
|                                          | Estadísticas Sergio Llull 19 Gustavo Ayón 9 Rudy Fernández 5 Gustavo Ayón 25 (val.) | Reporte Pts Reb Asts Otros | Estadísticas 21 Giorgi Shermadini 6 G. Shermadini, T. Antetokounmpo 7 Andrew Albicy 22 (val.) Giorgi Shermadini | Pabellón: WiZink Center Asistencia: 8.109 espectadores Árbitros: Emilio Pérez Pizarro Carlos Cortés Rey Fernando Calatrava Cuevas Televisión: Canal+ Deportes (Dial 55) y Movistar+ |  |  |
| Real Madrid gana las series 2-1          |                                                                                     |                            | | |  |  |
|                                          |                                                                                     |                            | | |  |  |

| Pasa a semifinales Real Madrid |

### Unicaja Málaga-Iberostar Tenerife
| 21 de mayo de 2017 12:30 (CET) Partido 1 | Unicaja Málaga                                                                         | 79–65                      | Iberostar Tenerife                                                                            | Málaga |  |  |
|                                          | Parciales: 19-17, 25-17, 13-20, 22-11                                                  |                            |                                                                                               | |  |  |
|                                          | Estadísticas Christian Eyenga 21 Alen Omić 8 Alberto Díaz 6 Christian Eyenga 22 (val.) | Reporte Pts Reb Asts Otros | Estadísticas 16 Tariq Kirksay 6 Tariq Kirksay 5 Rodrigo San Miguel 16 (val.) Aaron Doornekamp | Pabellón: José María Martín Carpena Asistencia: 7.883 espectadores Árbitros: Emilio Pérez Pizarro Luis Miguel Castillo Andrés Fernández Sánchez Televisión: Canal+ Deportes (Dial 55) |  |  |
| Unicaja gana las series 1-0              |                                                                                        |                            |                                                                                               | |  |  |
|                                          |                                                                                        |                            |                                                                                               | |  |  |

| 26 de mayo de 2017 22:00 (CET) Partido 2 | Iberostar Tenerife                                                                                | 73–67                      | Unicaja Málaga                                                             | Tenerife |  |  |
|                                          | Parciales: 20-12, 19-15, 20-18, 14-22                                                             |                            |                                                                            | |  |  |
|                                          | Estadísticas Nicolás Richotti 14 Aaron Doornekamp 8 Nicolás Richotti 5 Nicolás Richotti 20 (val.) | Reporte Pts Reb Asts Otros | Estadísticas 13 Jamar Smith 7 Dani Díez 3 Alberto Díaz 14 (val.) Dani Díez | Pabellón: Pabellón Insular Santiago Martín Asistencia: 5.144 espectadores Árbitros: Carlos Peruga Vicente Bultó Juan de Dios Oyón Televisión: Canal+ Deportes (Dial 55) |  |  |
| Iberostar Tenerife empata las series 1-1 |                                                                                                   |                            |                                                                            | |  |  |
|                                          |                                                                                                   |                            |                                                                            | |  |  |

| 28 de mayo de 2017 21:30 (CET) Partido 3 | Unicaja Málaga                                                                    | 71–61                      | Iberostar Tenerife                                                                                            | Málaga |  |  |
|                                          | Parciales: 16-10, 19-16, 16-15, 20-20                                             |                            | | |  |  |
|                                          | Estadísticas Nemanja Nedović 15 Alen Omić 9 Jamar Smith 4 Carlos Suárez 20 (val.) | Reporte Pts Reb Asts Otros | Estadísticas 12 Georgios Bogris 9 Aaron Doornekamp 5 Davin White, Nicolás Richotti 16 (val.) Aaron Doornekamp | Pabellón: José María Martín Carpena Asistencia: 7.387 espectadores Árbitros: José Antonio Martín Bertrán Miguel Ángel Pérez Pérez Sergio Manuel Rodríguez Televisión: Canal+ Deportes (Dial 55) |  |  |
| Unicaja gana las series 2-1              |                                                                                   |                            | | |  |  |
|                                          |                                                                                   |                            | | |  |  |

| Pasa a semifinales Unicaja Málaga |

### Laboral Kutxa Baskonia-Herbalife Gran Canaria
| 20 de mayo de 2017 20:30 (CET) Partido 1   | Laboral Kutxa Baskonia                                                              | 71–59                      | Herbalife Gran Canaria                                                               | Vitoria |  |  |
|                                            | Parciales: 17-7, 17-21, 12-10, 25-21                                                |                            |                                                                                      | |  |  |
|                                            | Estadísticas Adam Hanga 17 Adam Hanga 8 Nicolás Laprovittola 7 Adam Hanga 26 (val.) | Reporte Pts Reb Asts Otros | Estadísticas 12 Pablo Aguilar 11 Royce O'Neale 5 Bo McCalebb 19 (val.) Pablo Aguilar | Pabellón: Fernando Buesa Arena Asistencia: 12.183 espectadores Árbitros: Antonio Conde Carlos Cortés Rey Martín Caballero Madrid Televisión: Canal+ Deportes (Dial 55) |  |  |
| Laboral Kutxa Baskonia gana las series 1-0 |                                                                                     |                            |                                                                                      | |  |  |
|                                            |                                                                                     |                            |                                                                                      | |  |  |

| 25 de mayo de 2017 22:00 (CET) Partido 2       | Herbalife Gran Canaria                                                                             | 94–79                      | Laboral Kutxa Baskonia                                                              | Gran Canaria |  |  |
|                                                | Parciales: 27-17, 22-15, 22-21, 23-26                                                              |                            |                                                                                     | |  |  |
|                                                | Estadísticas Royce O'Neale 20 Pablo Aguilar, Darko Planinić 7 Albert Oliver 4 Eulis Baéz 31 (val.) | Reporte Pts Reb Asts Otros | Estadísticas 17 Shane Larkin 5 Ilimane Diop 4 Darko Planinić 19 (val.) Ilimane Diop | Pabellón: Gran Canaria Arena Asistencia: 6.132 espectadores Árbitros: José Antonio Martín Bertrán Fernando Calatrava Jordi Aliaga Televisión: Canal+ Deportes 2 (Dial 56) |  |  |
| Herbalife Gran Canaria empata las series a 1-1 | |                            |                                                                                     | |  |  |
|                                                | |                            |                                                                                     | |  |  |

| 28 de mayo de 2017 17:00 (CET) Partido 3   | Laboral Kutxa Baskonia                                                                                   | 73–71                      | Herbalife Gran Canaria                                                                   | Vitoria |  |  |
|                                            | Parciales: 20-23, 19-16, 17-18, 17-14                                                                    |                            |                                                                                          | |  |  |
|                                            | Estadísticas Kim Tillie 14 Adam Hanga 8 Nicolás Laprovittola, R. Beaubois 4 Johannes Voigtmann 18 (val.) | Reporte Pts Reb Asts Otros | Estadísticas 18 Eulis Báez 5 Eulis Báez, Royce O'Neale 5 Eulis Báez 29 (val.) Eulis Báez | Pabellón: Fernando Buesa Arena Asistencia: 10.638 espectadores Árbitros: Benjamín Jiménez Carlos Peruga Vicente Bultó Televisión: Canal+ Deportes (Dial 55) |  |  |
| Laboral Kutxa Baskonia gana las series 2-1 | |                            |                                                                                          | |  |  |
|                                            | |                            |                                                                                          | |  |  |

| Pasa a semifinales Laboral Kutxa Baskonia |

### Valencia Basket-FC Barcelona
| 20 de mayo de 2017 18:00 (CET) Partido 1 | Valencia Basket                                                                           | 83–61                      | FC Barcelona                                                                               | Valencia |  |  |
|                                          | Parciales: 15-15, 26-11, 22-15, 20-20                                                     |                            |                                                                                            | |  |  |
|                                          | Estadísticas Bojan Dubljevic 16 Luke Sikma 9 Fernando San Emeterio 7 Luke Sikma 17 (val.) | Reporte Pts Reb Asts Otros | Estadísticas 14 Tyrese Rice 6 Ante Tomić 3 Alex Renfroe, Tyrese Rice 11 (val.) Tyrese Rice | Pabellón: Pabellón Fuente de San Luis Asistencia: 8.200 espectadores Árbitros: Juan Carlos García González Sergio Manuel Rafael Serrano Velázquez Televisión: #0 (dial 7) |  |  |
| Valencia Basket gana las series 1-0      |                                                                                           |                            |                                                                                            | |  |  |
|                                          |                                                                                           |                            |                                                                                            | |  |  |

| 25 de mayo de 2017 20:00 (CET) Partido 2 | FC Barcelona | 91–79                      | Valencia Basket                                                                                  | Barcelona |  |  |
|                                          | Parciales: 20-19, 29-13, 24-27, 18-20                                                                             |                            |                                                                                                  | |  |  |
|                                          | Estadísticas Alex Renfroe 16 Victor Claver, Ante Tomic 7 Stratos Perperoglou, Ante Tomić 4 Alex Renfroe 21 (val.) | Reporte Pts Reb Asts Otros | Estadísticas 17 Joan Sastre 3 Rafa Martínez, Will Thomas 7 Rafa Martínez 23 (val.) Rafa Martínez | Pabellón: Palau Blaugrana Asistencia: 4.036 espectadores Árbitros: Daniel Hierrezuelo Francisco José Araña Jorge Martínez Fernández Televisión: Canal+ Deportes (Dial 55) |  |  |
| FC Barcelona empata las series a 1-1     | |                            |                                                                                                  | |  |  |
|                                          | |                            |                                                                                                  | |  |  |

| 27 de mayo de 2017 18:00 (CET) Partido 3 | Valencia Basket                                                                                         | 67–64                      | FC Barcelona                                                                                             | Valencia |  |  |
|                                          | Parciales: 19-14, 12-12, 18-21, 18-17                                                                   |                            | | |  |  |
|                                          | Estadísticas Fernando San Emeterio 13 Bojan Dubljevic 15 Antoine Diot 6 Fernando San Emeterio 21 (val.) | Reporte Pts Reb Asts Otros | Estadísticas 18 Tyrese Rice 7 Brad Oleson, Ante Tomić 3 Petteri Koponen, Ante Tomić 20 (val.) Ante Tomić | Pabellón: Pabellón Fuente de San Luis Asistencia: 8.400 espectadores Árbitros: Juan Carlos García González Antonio Conde Luis Miguel Castillo Televisión: #0 (dial 7) |  |  |
| Valencia Basket gana las series 2-1      | |                            | | |  |  |
|                                          | |                            | | |  |  |

| Pasa a semifinales Valencia Basket |

## Semifinales

### Real Madrid-Unicaja Málaga
| 31 de mayo de 2017 20:30 (CET) Partido 1 | Real Madrid                                                                                       | 71–68                      | Unicaja Málaga                                                                      | Madrid |  |  |
|                                          | Parciales: 20-16, 18-18, 14-16, 19-18                                                             |                            |                                                                                     | |  |  |
|                                          | Estadísticas Sergio Llull 28 Jonas Mačiulis, Gustavo Ayón 6 Sergio Llull 6 Sergio Llull 27 (val.) | Reporte Pts Reb Asts Otros | Estadísticas 18 Nemanja Nedović 7 Dani Díez 6 Jamar Smith 18 (val.) Nemanja Nedović | Pabellón: WiZink Center Asistencia: 9.039 espectadores Árbitros: Juan Carlos García González Vicente Bultó Òscar Perea Televisión: #0 (dial 7) |  |  |
| Real Madrid gana las series 1-0          |                                                                                                   |                            |                                                                                     | |  |  |
|                                          |                                                                                                   |                            |                                                                                     | |  |  |

| 2 de junio de 2017 20:30 (CET) Partido 2 | Real Madrid                                                                         | 101–72                     | Unicaja Málaga                                                                                     | Madrid |  |  |
|                                          | Parciales: 27-23, 30-10, 22-16, 22-23                                               |                            | | |  |  |
|                                          | Estadísticas Jaycee Carroll 29 Luka Dončić 5 Luka Dončić 6 Jaycee Carroll 25 (val.) | Reporte Pts Reb Asts Otros | Estadísticas 12 Kyle Fogg 6 Dani Díez 3 Jamar Smith 7 (val.) Dani Díez, Carlos Suárez, Dejan Musli | Pabellón: WiZink Center Asistencia: 9.407 espectadores Árbitros: Emilio Pérez Pizarro Benjamín Jiménez Jordi Aliaga Televisión: #0 (dial 7) |  |  |
| Real Madrid gana las series 2-0          |                                                                                     |                            | | |  |  |
|                                          |                                                                                     |                            | | |  |  |

| 4 de junio de 2017 18:30 (CET) Partido 3 | Unicaja Málaga                                                                                  | 73–76                      | Real Madrid                                                                                        | Málaga |  |  |
|                                          | Parciales: 14-11, 19-20, 19-20, 21-25                                                           |                            | | |  |  |
|                                          | Estadísticas Nemanja Nedović 14 Jeff Brooks 11 Kyle Fogg, Alberto Díaz 4 Alberto Díaz 16 (val.) | Reporte Pts Reb Asts Otros | Estadísticas 13 Anthony Randolph 7 Luka Dončić, Gustavo Ayón 9 Sergio Llull 16 (val.) Sergio Llull | Pabellón: José María Martín Carpena Asistencia: 10.264 espectadores Árbitros: Miguel Ángel Pérez Pérez Carlos Peruga Fernando Calatrava Televisión: #0 (dial 7) |  |  |
| Real Madrid gana las series 3-0          |                                                                                                 |                            | | |  |  |
|                                          |                                                                                                 |                            | | |  |  |

| Pasa a la final Real Madrid |

### Laboral Kutxa Baskonia-Valencia Basket
| 30 de mayo de 2017 20:30 (CET) Partido 1 | Laboral Kutxa Baskonia                                                                                               | 82–83                      | Valencia Basket                                                                                              | Vitoria |  |  |
|                                          | Parciales: 22-21, 19-12, 23-25, 18-25                                                                                |                            | | |  |  |
|                                          | Estadísticas Shane Larkin 17 Larkin, S., Diop, I., Tillie, K., Shengelia, T. 4 Shane Larkin 8 Shane Larkin 25 (val.) | Reporte Pts Reb Asts Otros | Estadísticas 24 Fernando San Emeterio 7 Fernando San Emeterio 5 Antoine Diot 31 (val.) Fernando San Emeterio | Pabellón: Fernando Buesa Arena Asistencia: 9.312 espectadores Árbitros: Daniel Hierrezuelo Antonio Conde Luis Miguel Castillo Televisión: Canal+ Deportes (Dial 55) |  |  |
| Valencia Basket gana las series 1-0      | |                            | | |  |  |
|                                          | |                            | | |  |  |

| 1 de junio de 2017 20:30 (CET) Partido 2     | Laboral Kutxa Baskonia                                                         | 90–70                      | Valencia Basket                                                                | Vitoria |  |  |
|                                              | Parciales: 21-16, 25-25, 20-16, 24-13                                          |                            |                                                                                | |  |  |
|                                              | Estadísticas Ricky Ledo 24 Ilimane Diop, 8 Shane Larkin 6 Adam Hanga 29 (val.) | Reporte Pts Reb Asts Otros | Estadísticas 18 Romain Sato 7 Romain Sato 6 Antoine Diot 28 (val.) Romain Sato | Pabellón: Fernando Buesa Arena Asistencia: 9.671 espectadores Árbitros: Miguel Ángel Pérez Pérez Carlos Peruga Francisco José Araña Televisión: Canal+ Deportes (Dial 55) |  |  |
| Laboral Kutxa Baskonia empata las series 1-1 |                                                                                |                            |                                                                                | |  |  |
|                                              |                                                                                |                            |                                                                                | |  |  |

| 3 de junio de 2017 19:00 (CET) Partido 3 | Valencia Basket                                                                       | 75–69                      | Laboral Kutxa Baskonia                                                                 | Valencia |  |  |
|                                          | Parciales: 23-14, 11-23, 27-16, 14-16                                                 |                            |                                                                                        | |  |  |
|                                          | Estadísticas Antoine Diot 16 Bojan Dubljevic, 6 Antoine Diot 5 Antoine Diot 18 (val.) | Reporte Pts Reb Asts Otros | Estadísticas 16 Shane Larkin 6 Ilimane Diop 5 Shane Larkin 13 (val.) Tornike Shengelia | Pabellón: Pabellón Fuente de San Luis Asistencia: 8.500 espectadores Árbitros: José Antonio Martín Bertrán Carlos Cortés Rey Sergio Manuel Rodríguez Televisión: Canal+ Deportes (Dial 55) |  |  |
| Valencia Basket gana las series 2-1      |                                                                                       |                            |                                                                                        | |  |  |
|                                          |                                                                                       |                            |                                                                                        | |  |  |

| 5 de junio de 2017 20:30 (CET) Partido 4 | Valencia Basket                                                                                          | 85–77                      | Laboral Kutxa Baskonia                                                             | Valencia |  |  |
|                                          | Parciales: 23-17, 20-15, 19-20, 23-25                                                                    |                            |                                                                                    | |  |  |
|                                          | Estadísticas Fernando San Emeterio 19 Bojan Dubljevic, 7 Antoine Diot 10 Fernando San Emeterio 29 (val.) | Reporte Pts Reb Asts Otros | Estadísticas 19 Shane Larkin 8 Tornike Shengelia 5 Ricky Ledo 21 (val.) Ricky Ledo | Pabellón: Pabellón Fuente de San Luis Asistencia: 8.500 espectadores Árbitros: Juan Carlos García González Benjamín Jiménez Fernando Calatrava Televisión: Canal+ Deportes (Dial 55) |  |  |
| Valencia Basket gana las series 3-1      | |                            |                                                                                    | |  |  |
|                                          | |                            |                                                                                    | |  |  |

| Pasa a la final Valencia Basket |

## Final

### Real Madrid-Valencia Basket
| 9 de junio de 2017 20:30 (CET) Partido 1 | Real Madrid                                                                                     | 87–81                      | Valencia Basket                                                                                        | Madrid |  |  |
|                                          | Parciales: 21-21, 22-22, 22-16, 22-22                                                           |                            | | |  |  |
|                                          | Estadísticas Sergio Llull 20 Felipe Reyes, Gustavo Ayón 6 Sergio Llull 4 Sergio Llull 22 (val.) | Reporte Pts Reb Asts Otros | Estadísticas 19 Bojan Dubljević 5 Bojan Dubljević 9 Antoine Diot 20 (val.) Bojan Dubljević, Luke Sikma | Pabellón: WiZink Center Asistencia: 10.717 espectadores Árbitros: José Antonio Martín Bertrán Antonio Conde Carlos Peruga Televisión: #0 (dial 7), Canal+ Deportes (Dial 55) |  |  |
| Real Madrid gana las series 1-0          |                                                                                                 |                            | | |  |  |
|                                          |                                                                                                 |                            | | |  |  |

| 11 de junio de 2017 18:30 (CET) Partido 2 | Real Madrid                                                                                         | 79–86                      | Valencia Basket | Madrid |  |  |
|                                           | Parciales: 22-28, 19-15, 23-18, 15-25                                                               |                            | | |  |  |
|                                           | Estadísticas Sergio Llull 22 Anthony Randolph 6 Sergio Llull 6 Sergio Llull, Felipe Reyes 17 (val.) | Reporte Pts Reb Asts Otros | Estadísticas 20 Bojan Dubljević 9 Bojan Dubljević 4 Antoine Diot, San Emeterio, Guillem Vives 22 (val.) Bojan Dubljević | Pabellón: WiZink Center Asistencia: 11.133 espectadores Árbitros: Juan Carlos García González Miguel Ángel Pérez Pérez Sergio Manuel Rodríguez Televisión: #0 (dial 7), Canal+ Deportes (Dial 55) |  |  |
| Valencia Basket empata las series 1-1     | |                            | | |  |  |
|                                           | |                            | | |  |  |

| 14 de junio de 2017 20:30 (CET) Partido 3 | Valencia Basket                                                                                  | 81–64                      | Real Madrid                                                                                                   | Valencia |  |  |
|                                           | Parciales: 11-16, 25-19, 23-16, 22-13                                                            |                            | | |  |  |
|                                           | Estadísticas Will Thomas 16 Bojan Dubljević, Luke Sikma 6 Luke Sikma 5 Bojan Dubljević 21 (val.) | Reporte Pts Reb Asts Otros | Estadísticas 16 Sergio Llull 8 Luka Dončić, Gustavo Ayón 3 Rudy Fernández 20 (val.) Luka Dončić, Gustavo Ayón | Pabellón: Pabellón Fuente de San Luis Asistencia: 8.500 espectadores Árbitros: Daniel Hierrezuelo Emilio Pérez Pizarro Benjamín Jiménez Televisión: #0 (dial 7), Canal+ Deportes (Dial 55) |  |  |
| Valencia Basket gana las series 2-1       |                                                                                                  |                            | | |  |  |
|                                           |                                                                                                  |                            | | |  |  |

| 16 de junio de 2017 20:30 (CET) Partido 4 | Valencia Basket                                                                  | 87–76                      | Real Madrid                                                                       | Valencia |  |  |
|                                           | Parciales: 19-20, 29-11, 19-25, 20-20                                            |                            |                                                                                   | |  |  |
|                                           | Estadísticas Joan Sastre 19 Bojan Dubljević 9 Luke Sikma 4 Joan Sastre 19 (val.) | Reporte Pts Reb Asts Otros | Estadísticas 23 Sergio Llull 7 Gustavo Ayón 7 Sergio Llull 31 (val.) Sergio Llull | Pabellón: Pabellón Fuente de San Luis Asistencia: 8.500 espectadores Árbitros: Juan Carlos García González Antonio Conde Carlos Peruga Televisión: #0 (dial 7), Canal+ Deportes (Dial 55) |  |  |
| Valencia Basket gana las series 3-1       |                                                                                  |                            |                                                                                   | |  |  |
|                                           |                                                                                  |                            |                                                                                   | |  |  |

| Ganador ACB 2016-17           |
| ----------------------------- |
| Valencia Basket Primer título |